# ETB Wohnbau Baskets Essen
El ETB Wohnbau Baskets Essen es un equipo de baloncesto alemán con sede en la ciudad de Essen, que compite en la ProB, la tercera división de su país. Disputa sus partidos en el Sportpark Am Hallo, con capacidad para 2578 espectadores.

## Nombres
- ETB SW Essen (1960-2006)
- ETB Wohnbau Baskets Essen (2006-actualidad)

## Posiciones en Liga
| Temporada | Nivel | Liga         | Pos. | Resultado        |
| --------- | ----- | ------------ | ---- | ---------------- |
| 2006-07   | 4     | Regionalliga | 6º   |                  |
| 2007-08   | 3     | ProB         | 1    | Ascenso campeón  |
| 2008-09   | 2     | ProA         | 13   |                  |
| 2009-10   | 2     | ProA         | 14   |                  |
| 2010-11   | 2     | ProA         | 9    |                  |
| 2011-12   | 2     | ProA         | 12   | Octavos de final |
| 2012-13   | 2     | ProA         | 12   |                  |
| 2013-14   | 2     | ProA         | 8    | Octavos de final |
| 2014–15   | 2     | ProA         | 7    | Octavos de final |
| 2015–16   | 2     | ProA         | 14   |                  |
| 2016–17   | 2     | ProA         | 15   | Desciende        |
| 2017-18   | 3     | ProB         | 10   |                  |
| 2018-19   | 3     | ProB         | 12º  |                  |

## Palmarés
- Campeón de la ProB

2008

## Jugadores destacados
| - Tyler Kepkay - Radek Banýr - Thomas Soltau - Paul Albrecht - Claudio Ceccotti - Robin Christen - Marko Dallinga - Dirk Ewald - Marco Grimaldi - Christoph Hackenesch - David Hain - Daniel Hain - Frank Hepke - Nils Jambon - Michael Jost - Frank Klawun - Helge Kuprella - Michael Ladewig - Jannik Lodders - Robin Lodders - René Naglatzki - Michael Neumann - Carsten Praus - Holger Severing - Carsten Sommer - Gerrit Terdenge - Tobias Trutzenberg | - Timo Volk - Brian Wenzel - Konstantinos Stavropoulos - Colin O'Reilly - Nick Oudendag - Ramon Sendar - Damian Szudy - Nikola Jovanović - Chris Alexander - T.J. Bannister - Thomas Baudinet - Alcindor Boller - Tre Bowman - Carlton Brown - Jerald Brown - Mario Brown - Stanford Brown - Amir Carraway - Bruce Carter - Justin Cecil - Kendall Chones - Jacob Chrisman - Rickey Claitt - Aaron Cook - Maurice Creek - John Dickson - Dedrick Dye | - Steven Esterkamp - Dallas Green - Errick Greene - Terren Harbut - Joey Henley - Adrick Hills - Jibril Hodges - Ernest Holmes - Jeff Howard - Keonta Howell - Lakeem Jackson - Morgan Lewis - Brandon Lincoln - Johnathan Loyd - Kellen McCoy - Ashton Moore - Gabriel Moore - Ferg Myrick - Bobby Nash - Marques Oliver - Richmond Pittman - Frank Richards - Malcolm Riley - Ethan Shaw - Logan Stutz - Delano Thomas - Eric Thompson | - Robert Thurman - Marcus Van - B.J. West - Devin White - Edward Williams - Anthony Young - Mike Gregory - Igor Baković - Diego Kapelan - Marco Buljević - Luka Buntić - Leo Vrkas - Dario Fiorentino - Gideon Rietti - Daniel Daccarett - Kevin Wysocki - Nikita Khartchenkov - Mirko Anastasov - Marko Radulović - Zafer Ilhan - David Henry - Gary Johnson - Christopher Owens - Patrick Carney - Mike Smiljanic - Michael Fakuade |